# Bouteloua repens
Bouteloua repens là một loài thực vật có hoa trong họ Hòa thảo. Loài này được (Kunth) Scribn. & Merr. mô tả khoa học đầu tiên năm 1901.